# Stantonia carpocapsae
Stantonia carpocapsae är en stekelart som beskrevs av Muesebeck 1938. Stantonia carpocapsae ingår i släktet Stantonia och familjen bracksteklar. Inga underarter finns listade i Catalogue of Life.